# S-5ロケット弾

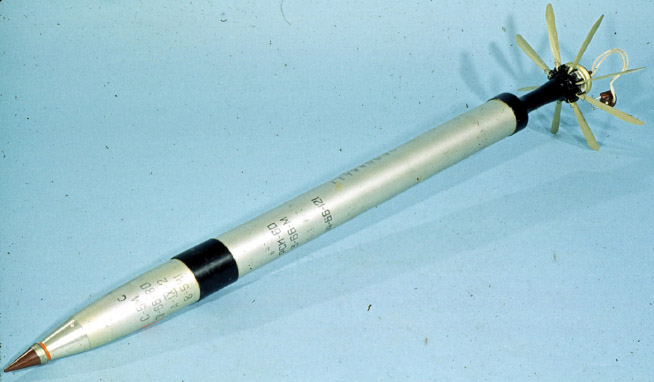
S-5M 57mm ロケット弾
弾頭は破片榴弾（HE-FRAG）

S-5ロケット弾（S-5ロケットだん）は、ソビエト連邦によって開発された航空機搭載型の対地攻撃用ロケット弾である。初期にはARS-57とも呼ばれていた。現在はロシア空軍やその他の輸出先の多くの国々で使用されている。
多くの状況に対応するため、成形炸薬弾（S-5K）や破片効果榴弾（S-5M/MO）、煙幕弾、焼夷弾など、数種類の弾頭が製作されている。これらのロケット弾は弾頭や信管にもよるが、概ね全長1.4m、重量5kg、射程3-4kmである。

## 開発
当初はMiG-19用のAS-5対空兵装システムの一部として、ナチス・ドイツから鹵獲したR4Mを参考にして1950年代初頭に開発が開始された。開発試験ではMiG-15bisやMiG-17に搭載して行われ、1955年1月にMiG-17PFで行われた最終試験で完成した。これらの試験で明らかになったことは、このロケット弾は仮想目標に対しても期待通りの成果を見せることがないということだった。しかし、このARS-57ロケット弾は、S-5ロケット弾として1955年4月に配備された。

## 概要
S-5は、直径55mmの無誘導ロケット弾で、57mm口径の発射管より射出される。主に攻撃機やヘリコプターによって運用される。鋼鉄製の外殻からなる固体燃料ロケットと高性能炸薬弾頭、信管からなる。後部には延長ノズルに8枚の安定翼が折りたたまれて収納されている。安定翼は、発射管に収納中はロケットに張り付くように収納され、射出直後にスプリングバックによって展開される。飛行中は安定翼によりロケットの回転が安定し、およそ毎分750回の速度で回転する。固体燃料ロケットの燃焼時間は1.1秒で、この間に300m飛翔する。
S-5は、各種のロケット弾ポッドによって運搬される。最初の発射機はORO-57 ポッドで、その派生によって4、8あるいは16発のロケット弾を運搬できる。その中で最も一般的なのが8発を収納するORO-57Kで、特にMiG-19によって運用された。その後1960年代初頭には16発を収納するUB-16-57が一般的になった。こちらも航空機やヘリコプター向けにいくつか派生型が開発された。UBとは"Universal Block"を表し、標準的な爆弾用のハードポイント（パイロン）に搭載できることを意味する。57は発射管の直径を表し、ロケットの径より2mm大きい。最初期型とUB-16-57Uでは先端部に円錐形の先端を持っていたが、次のUB-16-57Dでは鈍い先端となった。1968年からは円錐状の先端とその頂点に5本の発射管を備えたUB-16-57UMPの生産が開始される。1970年代には比較的大型の航空機向けに32発を収納可能な最終型であるUB-32が生産された。ポーランドでは16発搭載のMras-2 ランチャーが開発された。
1980年代のアフガニスタン紛争において、Su-25やMi-24によってS-5ロケット弾が広く使用されたが、効果は低かったと考えられている。パイロットたちは、このロケットは発射後「チューリップのように」拡散し、弾頭は「ムジャーヒディーンの踵をくすぐる」程度のものだったと表現している。これに対し、ソビエト連邦軍はS-8ロケット弾のような、より大口径のロケットで代替した。
2009年1月6日の日曜日、イスラエル軍は、ガザ地区の民兵からイランやアフガニスタンでの戦闘で用いられたのと同型のS-5Kロケット弾が発射されたと確認した。

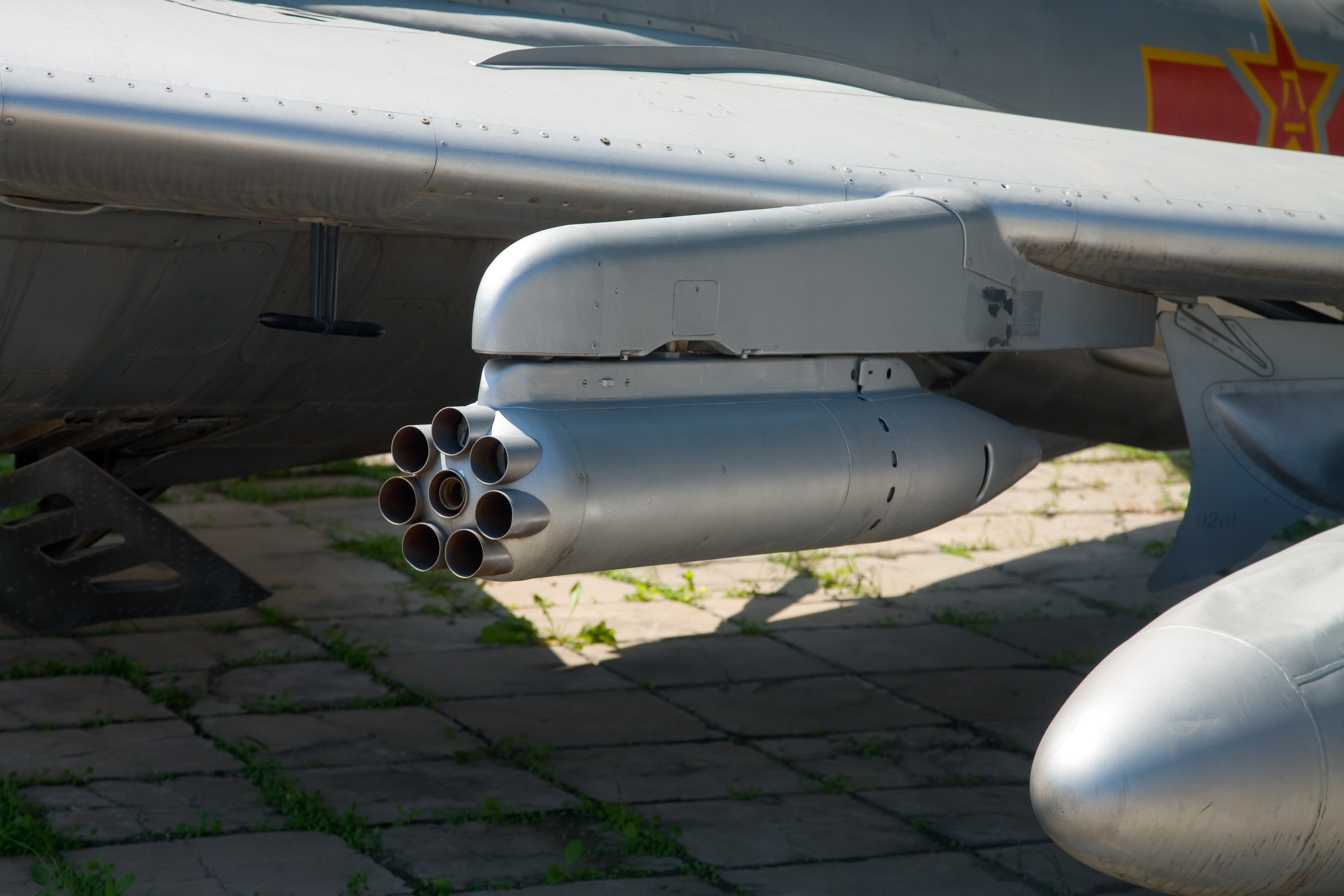
J-6（中国製MiG-19）の翼下ハードポイントに装備された、8連装ポッドのORO-57K
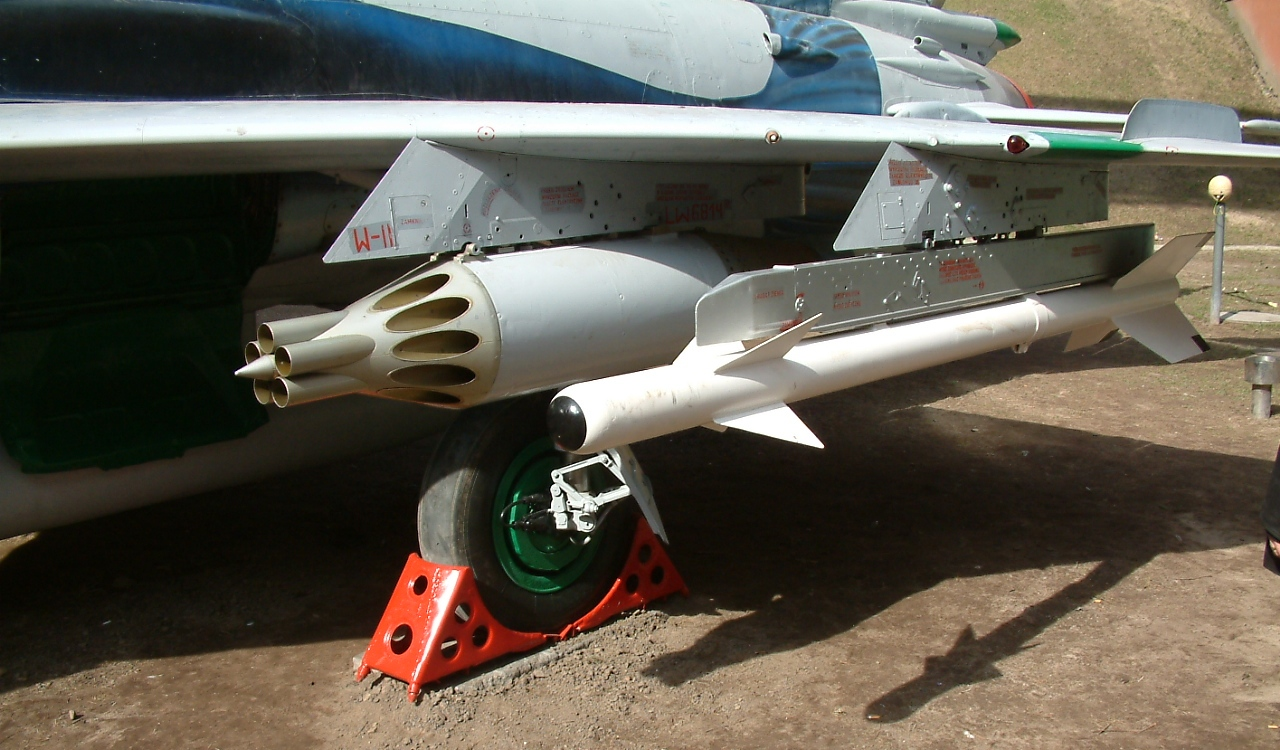
MiG-21の翼下に装備された、16連装ポッドのUB-16-57UMP（奥）
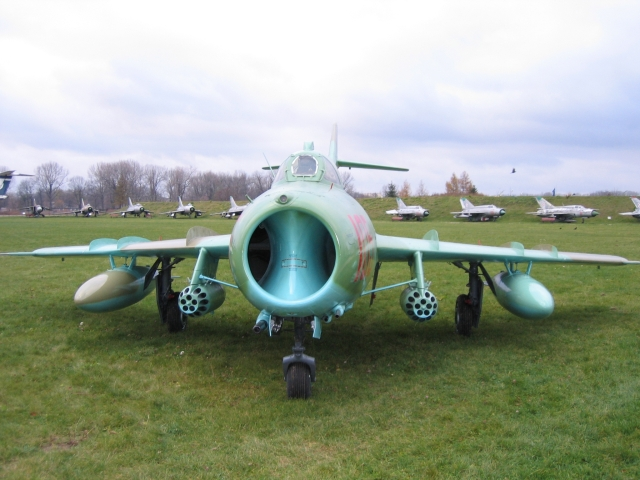
Lim-6bis（ポーランド製MiG-17の改良型）に搭載された、16連装ポッドのMras-2（主翼内側のハードポイントに装備）
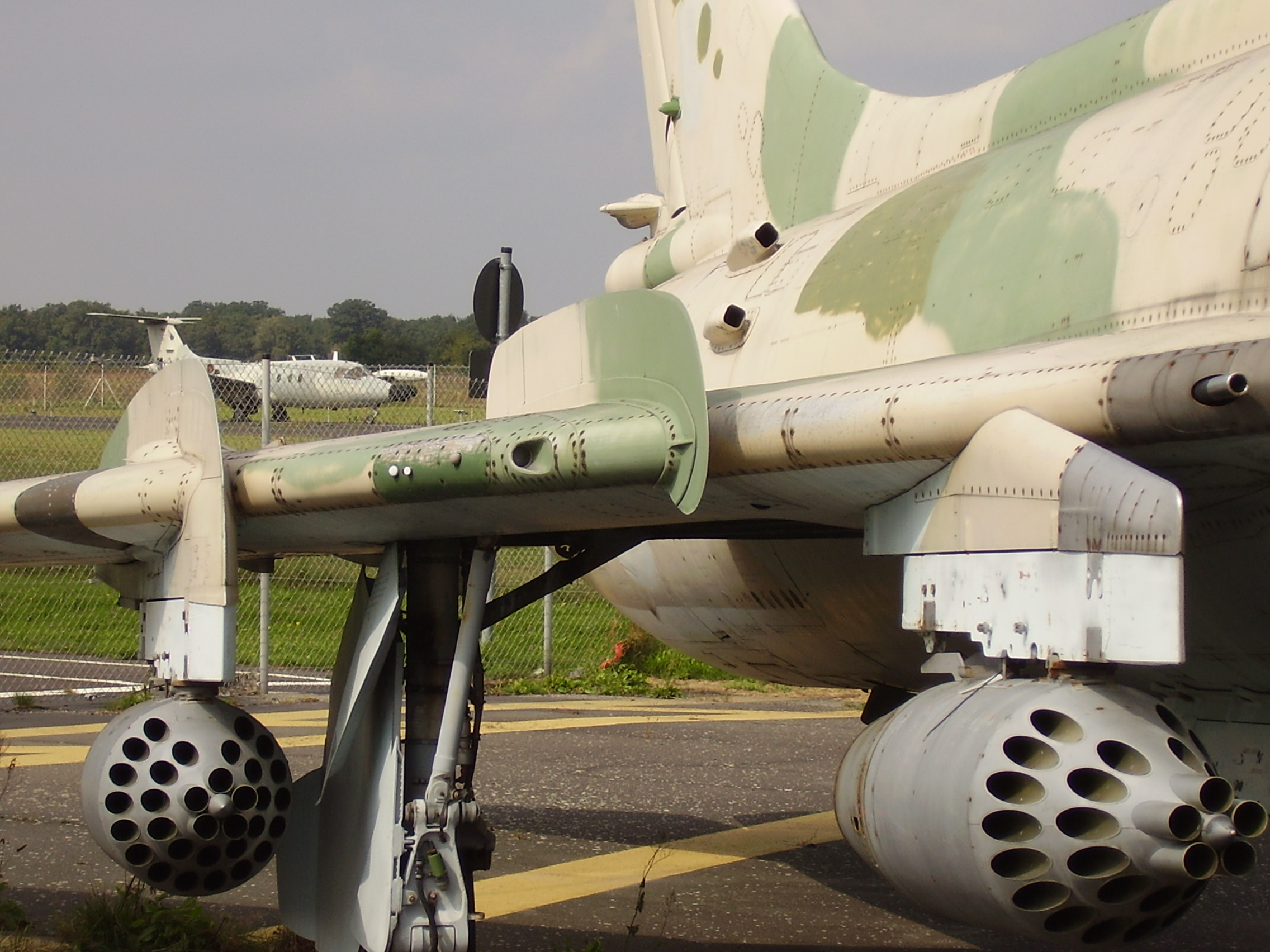
Su-20の翼下に装備された、32連装ポッドのUB-32

## ランチャー諸元
- ORO-57K
  - ロケット搭載数：8
  - 長さ×直径：1,447×220mm
  - 空虚重量：33kg
  - 満載重量：64kg
  - 搭載機：MiG-19、J-6、Q-5
- UB-16-57UMP
  - ロケット搭載数：16
  - 長さ×直径：1,880×335mm
  - 空虚重量：57kg
  - 満載重量：138kg
  - 搭載機：MiG-21, Su-7, Mi-8
- UB-32
  - ロケット搭載数：32
  - 長さ×直径：2,080×481mm
  - 空虚重量：103kg
  - 満載重量：264kg
  - 搭載機：MiG-21, MiG-23, MiG-27, Su-7, Su-17/20/22, Su-25, Mi-17, Mi-24

## ロケット諸元
| 名称             | 種類                    | 全長   | 全重量 | 弾頭重量 | 注釈                                                                                      |
| ---------------- | ----------------------- | ------ | ------ | -------- | ----------------------------------------------------------------------------------------- |
| S-5              | GP                      | 0.915m | 3.99kg | 1.16kg   | 衝撃信管。                                                                                |
| S-5M             | 破片効果榴弾（HE-FRAG） | 1.400m | 5.00kg | 1.16kg   | 75の破片を飛散させる。                                                                    |
| S-5M1            | 破片効果榴弾（HE-FRAG） | 0.882m | 3.86kg | 0.8kg    | 75の破片を飛散させる。                                                                    |
| S-5MO            | FRAG                    | 0.998m | 4.82kg | 0.8kg    | 弾頭は、同心円状に20の切り込みが刻まれ、360の破片を飛散させる。                           |
| S-5K             | 成形炸薬（HEAT）        | ?      | ?      | ?        | 成形炸薬弾。RHA換算で130mmの貫徹能力を持つ。                                              |
| S-5K1            | 成形炸薬（HEAT）        | 0.83m  | 3.64kg | 1.1kg    | 成形炸薬弾。RHA換算で130mmの貫徹能力を持つ。                                              |
| S-5KO            | 成形炸薬（HEAT） FRAG   | 0.987m | 4.43kg | 1.36kg   | 弾頭は、同心円状に10の切り込みが刻まれ、220の破片を飛散させる。                           |
| S-5KP            | 成形炸薬（HEAT） FRAG   | ?      | ?      | ?        | 成形炸薬弾に加え、破片効果を増すために鋼線入りのジャケットを備える。 圧電効果式衝撃信管。 |
| S-5KPB           | 成形炸薬（HEAT） FRAG   | 1.079m | 5.01kg | 1.8kg    | 成形炸薬弾に加え、破片効果を増すために鋼線入りのジャケットを備える。 圧電効果式衝撃信管。 |
| S-5S             | フレシェット弾          | ?      | ?      | ?        | 1,000-1,100個の40mm矢弾を詰め込んだ弾頭。                                                 |
| S-5SB            | フレシェット弾          | ?      | ?      | ?        | 1,000-1,100個の40mm矢弾を詰め込んだ弾頭。                                                 |
| S-5P （PARS-57） | チャフ                  | ?      | ?      | ?        | チャフロケット                                                                            |
| S-5P1            | チャフ                  | 1.073m | 5.04kg | ?        | チャフロケット                                                                            |
| S-5-O            | フレア                  | ?      | ?      | ?        | フレア、照明弾                                                                            |
| S-5-O1           | Paraflare               | 0.948m | 4.94kg | 1.73kg   | パラシュートフレア                                                                        |